# Westport, Oklahoma
Westport är en ort i Pawnee County i delstaten Oklahoma, USA.